# Lista de atletas que ganharam medalhas tanto nas olimpíadas de verão quanto nas de inverno
Esta é a Lista de atletas que ganharam medalhas tanto nas olimpíadas de verão quanto nas de inverno.  Até hoje, apenas 7 atletas lograram tal feito, sendo que 6 deles ganharam medalhas em diferentes esportes.

## Atletas
| Atleta (Nação) | Atleta (Nação)                  | Atleta (Nação)              | Jogos Olímpicos de Verão | Jogos Olímpicos de Verão     | Jogos Olímpicos de Verão                        | Jogos Olímpicos de Inverno                        | Jogos Olímpicos de Inverno      | Jogos Olímpicos de Inverno                                            |
| Atleta (Nação) | Atleta (Nação)                  | Atleta (Nação)              | Ano                      | Medalha                      | Evento                                          | Ano                                               | Medalha                         | Evento                                                                |
| -------------- | ------------------------------- | --------------------------- | ------------------------ | ---------------------------- | ----------------------------------------------- | ------------------------------------------------- | ------------------------------- | --------------------------------------------------------------------- |
| 01             |                                 | Gillis Grafström            | Antuérpia 1920           |                              | Patinação artística                             |                                                   |                                 |                                                                       |
| 01             | Chamonix 1924                   | Gillis Grafström            | Antuérpia 1920           |                              | Patinação artística                             | Patinação artística                               |                                 |                                                                       |
| 01             | St. Moritz - 1928               | Gillis Grafström            | Antuérpia 1920           |                              | Patinação artística                             | Patinação artística                               |                                 |                                                                       |
| 01             | Lake Placid - 1932              | Gillis Grafström            | Antuérpia 1920           |                              | Patinação artística                             | Patinação artística                               |                                 |                                                                       |
| 02             |                                 | Eddie Eagan                 | Antuérpia 1920           |                              | Boxe: Peso meio-pesado                          | Lake Placid 1932                                  |                                 | Bobsleigh - Equipes                                                   |
| 03             |                                 | Jacob Tullin Thams          | Berlim 1936              |                              | Vela - Classe 8 metros                          | Chamonix 1924                                     |                                 | Salto de Esqui                                                        |
| 04             |                                 | Christa Luding-Rothenburger | Seoul 1988               |                              | Ciclismo - Pista: Velocidade individual         |                                                   |                                 |                                                                       |
| 04             | Sarajevo 1984                   | Christa Luding-Rothenburger | Seoul 1988               |                              | Ciclismo - Pista: Velocidade individual         | Patinação de velocidade (500m)                    |                                 |                                                                       |
| 04             | Calgary 1988                    | Christa Luding-Rothenburger | Seoul 1988               |                              | Ciclismo - Pista: Velocidade individual         |                                                   |                                 |                                                                       |
| 04             | Patinação de velocidade (1000m) | Christa Luding-Rothenburger | Seoul 1988               |                              | Ciclismo - Pista: Velocidade individual         |                                                   |                                 |                                                                       |
| 04             | Patinação de velocidade (500m)  | Christa Luding-Rothenburger | Seoul 1988               |                              | Ciclismo - Pista: Velocidade individual         |                                                   |                                 |                                                                       |
| 04             | Albertville 1992                | Christa Luding-Rothenburger | Seoul 1988               |                              | Ciclismo - Pista: Velocidade individual         | Patinação de velocidade (500m)                    |                                 |                                                                       |
| 05             |                                 | Clara Hughes                | Atlanta 1996             |                              | Ciclismo - Estrada: Individual contra o relógio | Salt Lake City 2002                               |                                 | Patinação de velocidade (5000m)                                       |
| 05             | Turim 2006                      | Clara Hughes                | Atlanta 1996             |                              | Ciclismo - Estrada: Individual contra o relógio | Patinação de velocidade (perseguição por equipes) |                                 |                                                                       |
| 05             | Turim 2006                      | Clara Hughes                | Atlanta 1996             |                              | Ciclismo - Estrada individual                   |                                                   | Patinação de velocidade (5000m) |                                                                       |
| 05             | Vancouver 2010                  | Clara Hughes                | Atlanta 1996             |                              | Ciclismo - Estrada individual                   | Patinação de velocidade (5000m)                   |                                 |                                                                       |
| 06             |                                 | Lauryn Williams             | Athenas-2004             |                              | Atletismo (100 m)                               | Socchi-2014                                       |                                 | Bobsleigh (Duplas femininas)                                          |
| 06             | Londres-2012                    | Lauryn Williams             |                          | Atletismo (4×100 m feminino) |                                                 | Socchi-2014                                       |                                 | Bobsleigh (Duplas femininas)                                          |
| 07             |                                 | Eddy Alvarez                | Tóquio-2020              |                              | Basebal                                         | Socchi-2014                                       |                                 | Patinação de velocidade em pista curta - Revezamento 5000 m masculino |

## Curiosidades
- Christa Luding-Rothenburger é a única pessoa a ganhar medalhas tanto nos Jogos Olímpicos de Verão quanto nos Jogos Olímpicos de Inverno no mesmo ano. (Este feito não é mais possível, uma vez que os jogos não mais acontecem no mesmo ano). Além disso, ela foi a primeira mulher a ganhar medalha tanto nos Jogos de Verão, quanto nos de Inverno.[2]
- Gillis Grafström tornou-se a primeira pessoa a ganhar medalhas de ouro tanto nos Jogos Olímpicos de Verão quanto nos de Jogos Olímpicos de Inverno. Ele, porém, conseguiu isso num mesmo evento.
- Eddie Eagan tornou-se a primeira - e por enquanto ainda é a única - pessoa a ganhar medalhas de ouro tanto nos Jogos Olímpicos de Verão quanto nos de Inverno, em eventos diferentes.[4][5]
- Clara Hughes é a recordista como "a atleta que mais ganhou medalhas olímpicas tendo ganho medalha tanto nas Olimpíadas de Verão quanto nas de Inverno", com 6 medalhas.

## Ver Também
- Jogos Olímpicos
- Lista de atletas com medalhas olímpicas em diferentes esportes